# Jim Geringer

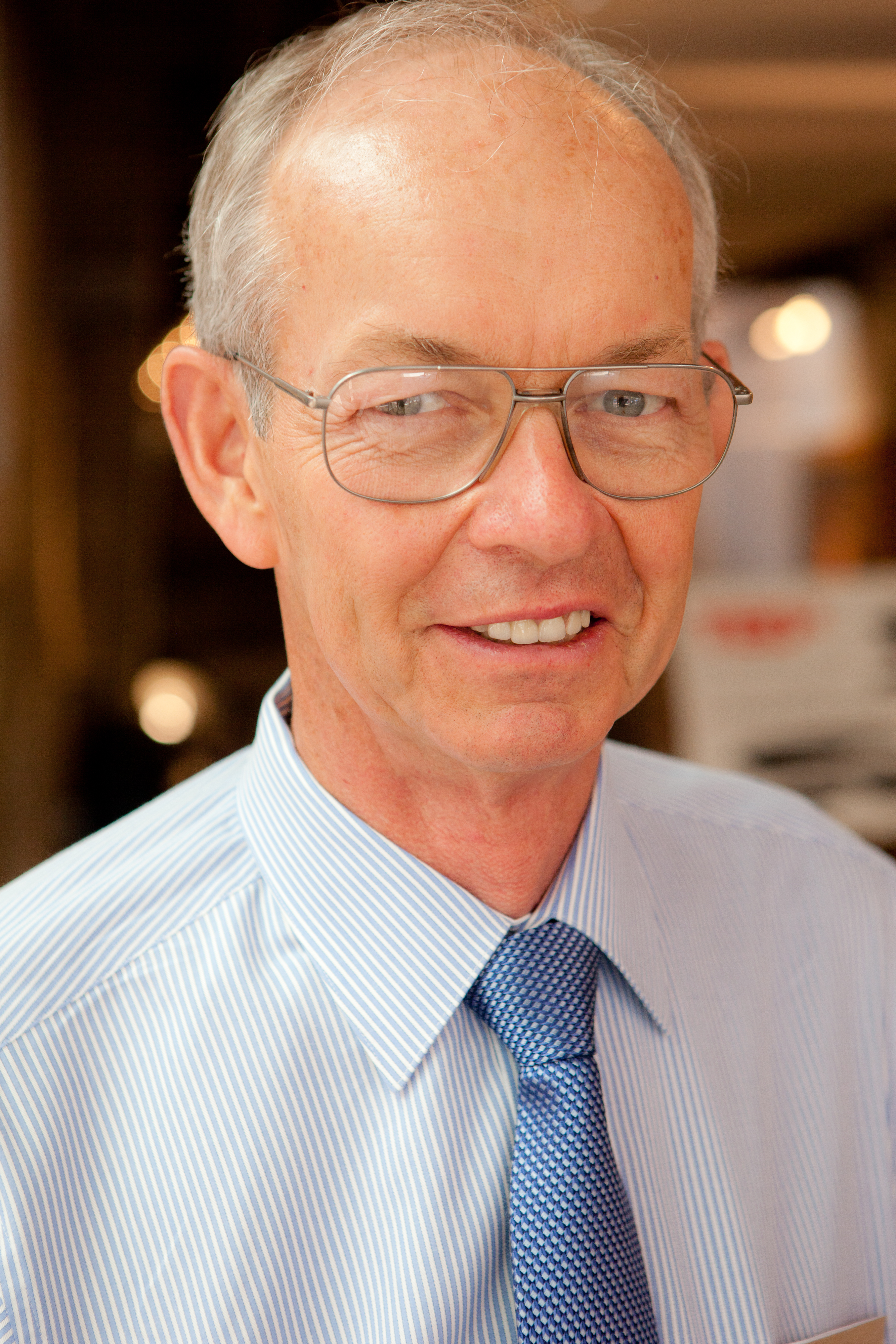
Jim Geringer

James Edward "Jim" Geringer, född 24 april 1944 i Wheatland, Wyoming, är en amerikansk republikansk politiker. Han var guvernör i delstaten Wyoming 1995–2003.
Geringer avlade sin examen i maskinteknik vid Kansas State University. Han tjänstgjorde i tio år i USA:s flygvapen, arbetade vid ett kraftverk och var sedan verksam inom jordbrukssektorn.
Geringer efterträdde 1995 Mike Sullivan som guvernör och efterträddes 2003 av Dave Freudenthal.
Han är gift med Sharyn Geringer sedan 1967 och har fem barm